# Fragmentación (reproducción)

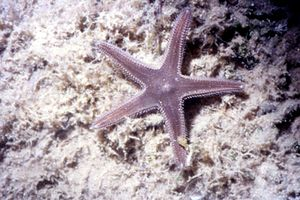
Astropecten spinulosus, un ejemplo de reproducción de fragmentación.

La Fragmentación o Escisión es un método de reproducción asexual animal por el cual un individuo se divide en dos o más organismos totalmente independientes. Una vez, este proceso de reconstrucción se efectúa en un individuo, ya que se dice que si no se produce puede traer varios problemas, después de producirse la escisión (arquitomía) aunque lo frecuente es que se realice antes de dividirse (paratomía). En el primer caso, la fragmentación puede deberse a un accidente, mientras que en el segundo caso se realiza de forma espontánea.
Son ejemplos de arquitomía los realizados por estrellas de mar y ofiuras de seis o más brazos, que escindidos en sentido longitudinal son capaces de regenerar cada una de las partes incompletas e incluso llegar a regenerar todo el organismo a partir de un solo brazo. En otras ocasiones la arquitomía se realiza en sentido transversal, es decir, perpendicularmente al eje del cuerpo, como sucede en la lombriz de tierra y en las planarias que pueden dividir transversalmente su cuerpo en varios trozos, cada uno de los cuales regenera un individuo completo.
Como ejemplo de paratomía se cita la que realizan ciertos gusanos poliquetos marinos que modifican los segmentos posteriores de su cuerpo de forma que estos segmentos se transforman en individuos hijos llamados zooides, los cuales quedan unidos en cadena.
Un tipo especial de fragmentación es la poliembrionia, fenómeno que consiste en que los embriones, durante las primeras fases de su desarrollo, se dividen en varias porciones, cada una de las cuales origina un individuo completo. Se da también en insectos e incluso ciertos mamíferos, como el armadillo, que siempre paren varios hijos, todos ellos gemelos. En la especie humana se originan de esta forma los denominados gemelos univitelinos, que son por ello genéticamente idénticos a sus progenitor gracias a la célula asexual que manda la información genética.
- Datos: Q2274559